# Цисек (гмина)
Цисек (пол. Cisek) — сельская гмина (волость) в Польше, входит как административная единица в Кендзежинско-козельский повет, Опольское воеводство. Население — 6892 человека (на 2004 год).

## Демография
| Перепись                       | Всего   | Всего | Женщины | Женщины | Мужчины | Мужчины |
| ------------------------------ | ------- | ----- | ------- | ------- | ------- | ------- |
| Единицы                        | человек | %     | человек | %       | человек | %       |
| Население                      | 6892    | 100   | 3527    | 51,2    | 3365    | 48,8    |
| Плотность населения (чел./км²) | 97,2    | 97,2  | 49,8    | 49,8    | 47,5    | 47,5    |

## Поселения
1. Блажеёвице
2. Бычиница
3. Цисек
4. Дзельница
5. Кобылице
6. Ляндзмеж
7. Ланы
8. Мейсце-Оджаньске
9. Незнашин
10. Подлесе
11. Пшевуз
12. Рошовице
13. Рошовицки-Ляс
14. Стеблюв
15. Суковице

## Соседние гмины
1. Гмина Берава
2. Кендзежин-Козле
3. Гмина Кузня-Рациборска
4. Гмина Польска-Церекев
5. Гмина Реньска-Весь
6. Гмина Рудник